# Jeroen Piket
Jeroen Piket (ur. 27 stycznia 1969 w Lejdzie) – holenderski szachista, arcymistrz od 1989 roku.

## Kariera szachowa
Uznawany był za największy szachowy talent w Holandii od czasów Jana Timmana. Na swoim koncie posiada 6 tytułów mistrza Holandii juniorów w różnych kategoriach wiekowych oraz 4 tytuły mistrza kraju w kategorii seniorów, które zdobył w latach 1990–1994. W połowie lat 90. należał do ścisłej światowej czołówki i brał udział w turniejach najwyższej rangi. W tym okresie zwyciężył w silnie obsadzonych turniejach w Groningen (1992), Dortmundzie (1994), Tilburgu (1996, wraz z Borysem Gelfandem) i Biel (1999) oraz podzielił II miejsce (za Walerijem Sałowem, wspólnie z Aleksandrem Oniszczukiem i Ivanem Sokolovem) w Wijk aan Zee (1997).
W latach 1988–2000 sześciokrotnie reprezentował barwy Holandii na szachowych olimpiadach, zdobywając wraz z drużyną brązowy medal w roku 1988 w Salonikach. Łącznie rozegrał 73 olimpijskie partie, w których zdobył 44 pkt. W roku 2001 wystąpił w narodowej drużynie na drużynowych mistrzostwach Europy w León i zdobył dwa medale: złoty (wraz z drużyną) oraz srebrny (za indywidualny wynik na II szachownicy).
Najwyższy ranking w karierze osiągnął 1 stycznia 1995 r., z wynikiem 2670 punktów zajmował wówczas 11. miejsce na światowej liście FIDE, jednocześnie zajmując 1. miejsce wśród holenderskich szachistów.
W 2001 r. zakończył profesjonalną karierę szachową, przeniósł się do Monako i został asystentem Joopa van Oosteroma, sponsora corocznych turniejów elity Melody Amber oraz dwukrotnego mistrza świata w szachach korespondencyjnych.